# フーリエ級数の収束
フーリエ級数の収束（フーリエきゅうすうのしゅうそく）は純粋数学における調和解析の分野で研究される問題である。フーリエ級数は一般には収束するとは限らず、収束するための条件が存在する。
収束性の判断には各点収束、一様収束、絶対収束、L p 空間、総和法、チェザロ和の知識を要する。

## 前提
区間 [0, 2π] で可積分な f を考える。f のフーリエ係数 (Fourier coefficient) {\displaystyle {\widehat {f}}(n)} は以下のように定められる。
{\displaystyle {\widehat {f}}(n)={\frac {1}{2\pi }}\int _{0}^{2\pi }f(t)e^{-int}\,dt,\quad n\in \mathbf {Z} .}
関数 f とそのフーリエ級数の関係は通常次のように記述される。
{\displaystyle f\sim \sum _{n}{\widehat {f}}(n)e^{int}.}
ここで ∼ は和がある意味で関数を表現することを意味する。より慎重な議論を要する場合には、部分和を以下のように定義する：
{\displaystyle S_{N}(f;t)=\sum _{n=-N}^{N}{\widehat {f}}(n)e^{int}.}
このとき気になるであろう問題は次の事である：
- 関数 SN(f;t) は f へ、またどの意味で収束するだろうか？
- 収束を保証する f の条件は何だろうか？

この記事ではこれらの問に関する議論を主として扱う。
先を続ける前にディリクレ核 (Dirichlet kernel) について説明しておく。フーリエ係数 {\displaystyle {\widehat {f}}(n)} の公式を部分和 SN に対して適用すると、最終的に
{\displaystyle S_{N}(f)=f*D_{N}\,}
という関係が得られる。ここで ∗ は巡回畳み込みを意味し、DN は以下に示すディリクレ核である：
{\displaystyle D_{n}(t)={\frac {\sin((n+{\frac {1}{2}})t)}{\sin(t/2)}}.}
ディリクレ核は正値ではなく 、実際そのノルムは発散する。
{\displaystyle \int |D_{n}(t)|\,dt\to \infty }
この性質はフーリエ級数の収束に関する議論で極めて重要な役割を果たす。L 1(T) 上の Dn のノルムは、C(T) 空間の周期的連続関数に作用する Dn 畳み込み作用素のノルムと一致し、また C(T) 上の線型汎関数 ƒ → (Snƒ)(0) のノルムに一致する。従って、この C(T) 上の線型汎関数の族は n → ∞ としたときに収束しない。

## フーリエ係数の大きさ
応用においてフーリエ係数の大きさを知ることがしばしば重要になる。
関数 f が絶対連続であるなら、関数 f のみに依存する定数 K について、以下の関係が成り立つ。
{\displaystyle \left|{\widehat {f}}(n)\right|\leq {K \over |n|}.}
f が有界変動関数であるなら、以下の関係が成り立つ。
{\displaystyle \left|{\widehat {f}}(n)\right|\leq {{\rm {var}}(f) \over 2\pi |n|}.}
f ∈ C p なら以下の関係が成り立つ。
{\displaystyle \left|{\widehat {f}}(n)\right|\leq {\|f^{(p)}\|_{L_{1}} \over |n|^{p}}.}
f ∈ C p かつ f (p) が ωp の連続率を持つなら、
{\displaystyle \left|{\widehat {f}}(n)\right|\leq {\omega (2\pi /n) \over |n|^{p}}}
が成り立つ。従って、f は α-ヘルダークラスである（リプシッツ連続も参照）。
{\displaystyle \left|{\widehat {f}}(n)\right|\leq {K \over |n|^{\alpha }}.}

## 各点収束するための条件

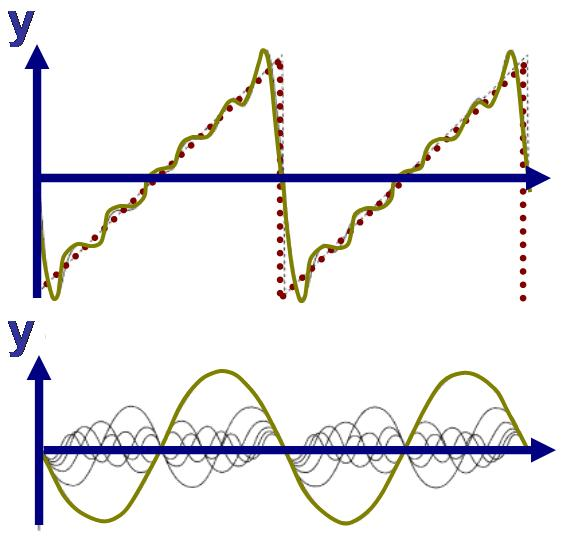
正弦波（下）を基底とした重ね合わせによって作られたノコギリ波（上）；基底となる正弦波の波長 λ/k はノコギリ波の波長 λ より短い（k は 1 より大きい整数）。すべての基底はノコギリ波と同じ点に節を持つが、原理的にすべての基底は余計に節をつくってしまう。ノコギリ波の振動現象はギブズ現象と呼ばれている。

### その点で左微分と右微分を持つ場合
点 x_0 を与えたとき、その点で関数のフーリエ級数が収束する十分条件については次がよく知られている；
f が周期 2π の区分的に C1 級の可積分関数であり、点x_0での左微分と右微分を持つとする。このときfのフーリエ級数は
{\displaystyle {\frac {1}{2}}\left(f(x_{0}-0)+f(x_{0}+0)\right)}
に収束する（ここでf (x ± 0) = limh ↓ 0 f (x ± h) ）。
つまりたとえ跳躍不連続点であっても、関数がそこで左微分と右微分を持つ場合、そのフーリエ級数はそこでの左極限値と右極限値のちょうど中間に収束する（ギブズ現象も参照）。

### ヘルダー条件
ディリクレ＝ディニ条件 (Dirichlet–Dini criterion)
f が 2π-周期的であり、局所可積分かつ次の条件
{\displaystyle \int _{0}^{\pi }{\Bigl |}{\frac {f(x_{0}+t)+f(x_{0}-t)}{2}}-\ell {\Bigr |}\,{\frac {\mathrm {d} t}{t}}<\infty ,}
を満たすなら、(Snƒ)(x0) は ℓ に収束する。
このことは、任意のヘルダー条件を満たす関数 f は、そのフーリエ級数が至るところで ƒ(x) に収束することを示している。
ヘルダー条件を満たすなら、そのフーリエ級数は一様収束することも知られている。

### その他
- f が有界変動関数の場合、そのフーリエ級数は至るところで収束する（ディニ・テスト（英語版）を参照）。
- f が連続でそのフーリエ級数が絶対総和可能の場合、フーリエ級数は一様収束する。

フーリエ級数が各点収束しても一様収束しないような連続関数が存在する。
連続関数fのフーリエ級数が収束するならその極限関数Sはfに等しい。これはフーリエ級数の部分和のチェザロ平均がSに収束することとフェイェールの定理による。
しかしながら、連続関数のフーリエ級数が各点収束する必要はない。そのことは最も簡単には、L1(T) のディリクレ核が収束しないことと、バナフ＝シュタインハウスの一様有界性原理を用いることで証明できる。これはベールの範疇定理を使った典型的な存在証明であり、証明は非構成的である。このことは、与えられた x に対してフーリエ級数が収束するような連続関数の族について、その族が円上の連続関数がなすバナッハ空間において第一類であることを示す。
従って各点収束するフーリエ級数はある意味で非典型的 であり、多くの連続関数のフーリエ級数は与えられた点について収束しない。しかしながらカルレソンの定理によって、与えられた連続関数のフーリエ級数がほとんど至るところで収束することが示されている。

## 一様収束するための条件
次はダナム・ジャクソンによって最初に示された。
f ∈ C p かつ f (p) は連続率 ω を持つとすると（また ω は非減少的であるとする）、フーリエ級数の部分和は元の関数に次のような早さで収束する。
{\displaystyle |f(x)-(S_{N}f)(x)|\leq K{\ln N \over N^{p}}\omega (2\pi /N).}
ここで K は f にも p にも N にも依存しない定数である。
この定理は、例えば f が α-ヘルダー条件を満たす場合、
{\displaystyle |f(x)-(S_{N}f)(x)|\leq K{\ln N \over N^{\alpha }}}
で押さえられることを示す。f が 2π 周期的であり [0, 2π] で絶対連続ならば、関数 f のフーリエ級数は f に一様収束する。ただし絶対収束するとは限らない。

## 絶対収束するための条件
関数 f が絶対収束するフーリエ級数を持つ場合、
{\displaystyle \|f\|_{A}:=\sum _{n=-\infty }^{\infty }|{\widehat {f}}(n)|<\infty .}
この条件が成り立つ限り、(SN f)(t) がすべての t について絶対収束すること、また (SN f)(t) がひとつの t について絶対収束するだけであってもこの条件が成り立つことは明らかである。
すなわち、ある 1 点でそれが絶対収束するならば、すべての点で絶対収束する。言い換えれば、絶対収束性はどこ で部分和が絶対収束するかを問題としない。
フーリエ級数が絶対収束するすべての関数の族はバナッハ代数である（この代数における乗法は、単純な関数の積である）。また、これはノーバート・ウィーナーに因んでウィーナー代数と呼ばれる。ウィーナーは f が絶対収束するフーリエ級数を持ち、かつそれがゼロにならない場合に 1/f が絶対収束するフーリエ級数を持つことを証明した。オリジナルのウィーナーの定理の証明は異なっており、バナッハ代数の性質を利用してそれを単純化したのはイズライル・ゲルファントである。最終的に短い初等的な証明を与えたのはドナルド・ニューマンであり1975年の事である。
f がα > 1/2 について α-ヘルダークラスに属するならば、
ヘルダー条件における定数 ||f ||Lipα、α のみに依存する定数 cα について、
{\displaystyle \|f\|_{A}\leq c_{\alpha }\|f\|_{{\rm {Lip}}_{\alpha }},}
{\displaystyle \|f\|_{K}:=\sum _{n=-\infty }^{+\infty }|n||{\widehat {f}}(n)|^{2}\leq c_{\alpha }\|f\|_{{\rm {Lip}}_{\alpha }}^{2},}
が成り立つ。また ||f ||K はクレイン代数におけるノルムである。条件にあった 1/2 が基本的な役割を果たしていることに注意する。1/2 ヘルダー関数はウィーナー代数に属さないのである。またこの定理は、よく知られている α-ヘルダー関数のフーリエ係数の大きさの上限、O(1/nα) を改良することはできず、このときフーリエ級数は総和可能ではない。
f が有界変動関数でありかつある α > 0 について α-ヘルダークラスに属するなら、関数 f はウィーナー代数に属する。

## ほとんど至る所収束
連続関数のフーリエ級数がほとんど (数学)至る所収束するかという問題は、1920年代にニコライ・ルージンによって提起された。 この問題は1966年にレンナルト・カルレソンによって肯定的に解決された。 カルレソンの定理として知られるようになった彼の結果は、L^2における任意の関数のフーリエ展開はほとんど至る所収束するというものである。 その後、リチャード・ハントがLp（1<p<∞） のFourier 級数はほとんど至るところで収束することを示した (1967)。
これとは逆に、アンドレイ・コルモゴロフは、19歳の学生のとき、最初の科学的研究で、L^1においてフーリエ級数がほとんど至る所発散する関数の例を構成した（後に、全ての点で発散するように改良された(1926)）。
Jean-Pierre KahaneとYitzhak Katznelsonは、測度0の任意の集合Nに対して、ƒのフーリエ級数がNの上で収束しないような連続関数ƒが存在することを証明した。

### 教科書
- Dunham Jackson (1930), The theory of Approximation, AMS Colloquium Publication Volume XI, New York.
- Nina K. Bary (1964), A treatise on trigonometric series, I, II, Pergamon Press. Authorized translation by Margaret F. Mullins.
- Antoni Zygmund (2002), Trigonometric series, I, II (Third ed.), Cambridge University Press, Cambridge, ISBN 0-521-89053-5 With a foreword by Robert A. Fefferman. Cambridge Mathematical Library.
- Yitzhak Katznelson, An introduction to harmonic analysis, Third edition. Cambridge University Press, Cambridge, 2004. ISBN 0-521-54359-2
- Karl R. Stromberg, "Introduction to classical analysis", Wadsworth International Group, 1981. ISBN 0-534-98012-0

The Katznelson book is the one using the most modern terminology and style of the three. The original publishing dates are: Zygmund in 1935, Bari in 1961 and Katznelson in 1968. Zygmund's book was greatly expanded in its second publishing in 1959, however.

### 論文
- Paul du Bois-Reymond, Ueber die Fourierschen Reihen, Nachr. Kön. Ges. Wiss. Göttingen 21 (1873), 571–582.

This is the first proof that the Fourier series of a continuous function might diverge. In German
- Andrey Kolmogorov, Une série de Fourier–Lebesgue divergente presque partout, Fundamenta math. 4 (1923), 324–328.
- Andrey Kolmogorov, Une série de Fourier–Lebesgue divergente partout, C. R. Acad. Sci. Paris 183 (1926), 1327–1328

The first is a construction of an integrable function whose Fourier series diverges almost everywhere. The second is a strengthening to divergence everywhere. In French.
- Lennart Carleson, On convergence and growth of partial sums of Fourier series, Acta Math. 116 (1966) 135–157.
- Richard A. Hunt, On the convergence of Fourier series, Orthogonal Expansions and their Continuous Analogues (Proc. Conf., Edwardsville, Ill., 1967), 235–255. Southern Illinois Univ. Press, Carbondale, Ill.
- Charles Louis Fefferman, Pointwise convergence of Fourier series, Ann. of Math. 98 (1973), 551–571.
- Michael Lacey and Christoph Thiele, A proof of boundedness of the Carleson operator, Math. Res. Lett. 7:4 (2000), 361–370.
- Ole G. Jørsboe and Leif Mejlbro, The Carleson–Hunt theorem on Fourier series. Lecture Notes in Mathematics 911, Springer-Verlag, Berlin-New York, 1982. ISBN 3-540-11198-0

This is the original paper of Carleson, where he proves that the Fourier expansion of any continuous function converges almost everywhere; the paper of Hunt where he generalizes it to {\displaystyle L^{p}} spaces; two attempts at simplifying the proof; and a book that gives a self contained exposition of it.
- Dunham Jackson, Fourier Series and Orthogonal Polynomials, 1963
- D. J. Newman,  A simple proof of Wiener's 1/f theorem,  Proc. Amer. Math. Soc.  48  (1975), 264–265.
- Jean-Pierre Kahane and Yitzhak Katznelson, Sur les ensembles de divergence des séries trigonométriques, Studia Math. 26 (1966), 305–306

In this paper the authors show that for any set of zero measure there exists a continuous function on the circle whose Fourier series diverges on that set. In French.
- Sergei Vladimirovich Konyagin, On divergence of trigonometric Fourier series everywhere, C. R. Acad. Sci. Paris 329 (1999), 693–697.
- Jean-Pierre Kahane, Some random series of functions, second edition. Cambridge University Press, 1993. ISBN 0-521-45602-9

The Konyagin paper proves the {\displaystyle {\sqrt {\log n}}} divergence result discussed above. A simpler proof that gives only log log n can be found in Kahane's book.